# 帕特里克·瑞安 (轮椅橄榄球运动员)
帕特里克·瑞安（英語：Patrick Ryan，1981年5月13日—），澳大利亚男子轮椅橄榄球运动员。他曾代表澳大利亚参加2000年和2004年夏季残疾人奥林匹克运动会轮椅橄榄球比赛，其中2000年夏季残奥会获得一枚银牌。